# Escape from Tarkov
Escape from Tarkov é um videogame de tiro em primeira pessoa que está sendo desenvolvido pelo estúdio russo Battlestate Games. Um alfa fechado do jogo foi disponibilizado para usuários selecionados em 28 de dezembro de 2016.

## Enredo
O Jogo Escape from Tarkov é situado na região fictícia de Norvinsk, no noroeste da Rússia, em torno de uma "zona económica especial" que serviu como porta de entrada entre a Rússia e a Europa. No entanto, isso atraiu corporações com intenções duvidosas, e a cidade de Tarkov tornou-se o centro de um grande escândalo político envolvendo corporações corruptas na região de Norvinsk. Seis meses depois, a situação irrompeu em um conflito armado envolvendo as tropas internas da Rússia, as forças de paz das Nações Unidas e duas empresas militares privadas: a United Security (USEC) e a BEAR. As fronteiras da região de Norvinsk foram fechadas, e aqueles presos no meio da guerra local foram isolados do mundo exterior. O USEC foi contratado pela Terra Group, uma das corporações corruptas envolvidas no escândalo, para impedir investigações durante o conflito, enquanto o BEAR foi contratado pelo governo russo para revelar evidências sobre a Terra Group.
O jogador tem o objetivo de escapar da cidade de Tarkov, trabalhando para uma dessas empresas militares privadas.

## Jogabilidade
No build de testes atual, os jogadores podem optar por jogar como duas das três facções disponíveis no jogo, com o objetivo final de coletar e extrair os saques espalhados pela cidade fictícia de Tarkov.
Uma árvore de habilidades está incluída, o que concede ao jogador várias vantagens e habilidades.
Escape from Tarkov incorpora três diferentes modos de jogo para os jogadores: incursões online de PMC, incursões Scav (abreviação de "catador"), e um modo offline temporário. Além disso, o modo pve offline está disponível (a partir de 2024) sem limpeza forçada da conta. Nestas incursões, os jogadores podem optar por jogar sozinhos ou em grupos e surgem em um lado de uma variedade de mapas disponíveis no jogo. Uma vez no jogo, os jogadores recebem um ponto de extração do outro lado do mapa e devem lutar contra outros jogadores e NPCs para alcançar esse ponto e escapar. Além dessas extrações padrão, os jogadores também têm a oportunidade de usar outros pontos de extração próximos ao meio do mapa, mas devem atender a vários requisitos dependendo da extração específica. Além do combate, os jogadores também podem encontrar saques como armas de fogo, equipamentos e armaduras. Uma vez extraídos, podem armazenar seus saques em um esconderijo para usar em incursões futuras ou vendê-los a outros jogadores em um mercado de pulgas virtual.

O jogo possui um HUD minimalista, com poucas informações apresentadas na tela ao jogador.

Quando os jogadores morrem em uma incursão, eles perdem tudo, incluindo saques e o equipamento que trouxeram para a incursão. Em incursões de catadores, os jogadores recebem um conjunto aleatório de equipamentos, ao invés de itens de seu esconderijo pessoal, e entram em uma incursão que já está em andamento em uma localização aleatória. Após terminar uma incursão de catador, existe um tempo de espera até que o modo esteja disponível novamente para o jogador. Cada incursão dura entre 15 e 45 minutos dependendo do mapa e pode conter até 14 jogadores.
Quando não estão em uma incursão, os jogadores podem vender itens indesejados a comerciantes ou outros jogadores através do mercado de pulgas e comprar novos equipamentos. Esses comerciantes também atribuem tarefas ao jogador, que aumentam a lealdade ao comerciante, possibilitando acesso a mais itens e missões. Os jogadores têm uma área habitável aprimorável chamada "esconderijo", que é um abrigo subterrâneo anti-bombas que, uma vez aprimorado com materiais saqueados ou comprados, oferece bônus no jogo. Esses bônus incluem a redução do tempo de espera para jogar como um Scav, aumento dos pontos de experiência ganhos e a capacidade de criar itens.

## Combate
O gameplay de Escape from Tarkov é frequentemente comparado a simuladores militares, como a série ArmA. Os jogadores podem criar armas personalizadas ajustando todas as suas peças, como o guarda-mão, o cabo, a coronha e a mira, um nível de complexidade raramente visto no gênero de jogos de tiro em primeira pessoa. Além disso, os jogadores podem equipar seus personagens com uma variedade de equipamentos militares, incluindo coletes à prova de balas, placas balísticas e capacetes.
No jogo, o jogador tem controle preciso sobre a velocidade de movimento e a altura ao agachar. Para verificar quantas balas restam na arma, é necessário verificar manualmente o carregador, pois não há um contador de munição na tela. O jogo também inclui um sistema de saúde em que cada membro do corpo do personagem tem pontos de vida próprios. O dano sofrido requer tipos específicos de suprimentos médicos para tratar ferimentos, como bandagens para parar sangramentos. Além disso, o jogo simula uma balística realista, com recursos como ricochetes e penetração de balas.
A extração de itens de contêineres e corpos leva tempo, pois cada item é revelado individualmente durante a busca. O jogador também precisa monitorar seu nível de energia e hidratação durante a missão.

## Desenvolvimento e lançamento
O desenvolvimento começou em 2012. Escape from Tarkov será um lançamento tradicional de compra completa, sem elementos free-to-play nem microtransações. Existe a possibilidade de um lançamento na Steam em algum momento após o lançamento oficial do jogo. Também há planos para conteúdo para download no futuro.

### Alfa estendido
O alpha estendido foi anunciado em 28 de dezembro de 2016, disponível para selecionar utilizadores que pré-encomendaram o jogo. O jogo tem quatro níveis de pré-encomenda, onde a edição Edge of Darkness garante aos jogadores acesso à versão alfa. Todos os jogadores que tiveram acesso tiveram que assinar um acordo de não divulgação e a cobertura de vídeo do jogo via streaming foi limitada a jogadores selecionados.[carece de fontes?] Em 24 de março de 2017, o AND foi cancelado.

### Beta fechado
A versão beta fechada teve início em 28 de julho de 2017. Os verificadores alfa anteriores obtiveram acesso imediatamente e, após os primeiros dois dias, todas as pré-encomendas ganharam acesso beta em ondas ao longo de uma semana.
Atualmente o jogo ainda está em beta fechado, mas após a compra do jogo o jogador recebe "Acesso instantâneo garantido a beta fechado" em vez de em ondas.

## Controvérsia
A Battlestate Games foi acusada de abusar do sistema DMCA do YouTube para remover vídeos negativos de Escape de Tarkov. O usuário do YouTube, Eroktic, lançou um vídeo acusando a Battlestate Games de vazar informações do usuário, resultando na Battlestate Games emitindo DMCAs em 47 vídeos do YouTube postados pelo usuário; dois dos quais foram atacados por espalhar informações falsas e o restante por espalhar "hype negativo".